# 布维拉省
布维拉省，或作布依拉省是阿尔及利亚北部卡比利亚地區的一个省，首府布维拉。该省成立于1974年，鄰近布米尔达斯省。
布维拉省分为12个县和48个市。